# 205 (liczba)
205 (dwieście pięć) – liczba naturalna następująca po 204 i poprzedzająca 206.

## W matematyce
205 to szczęśliwa liczba i liczba Wolstenholme. Na nieskończonej szachownicy skoczek może w czterech ruchach osiągnąć dokładnie 205 pól. Istnieje 205 różnych sposobów tworzenia grafów spójnych poprzez dodanie sześciu krawędzi do zestawu pięciu oznaczonych wierzchołków.